# 葛氏項鰭魚
葛氏項鰭魚，為輻鰭魚綱鱸形目隆頭魚亞目隆頭魚科的其中一種，分布於印度洋的模里西斯、馬達加斯加及聖誕島海域，棲息深度8-120公尺，體長可達14.3公分，棲息在沙底質開放海域，受驚嚇時會躲於沙中，生活習性不明。

## 擴展閱讀
維基物種上的相關：葛氏項鰭魚